# بوبي هولمز
بوبي هولمز (بالإنجليزية: Bobby Holmes)‏ (25 يوليو 1932 المملكة المتحدة - ) هو لاعب كرة قدم بريطاني.